# برشاوشان هلالي
برشاوشان هلالي أو برشاوشان مقوّس أو برشاوشان فليبيني (الاسم العلمي:Adiantum lunulatum) هو نوع من النباتات يتبع جنس البرشاوشان من الفصيلة الديشارية.

## مرادف الاسم العلمي
- برشاوشان فليبيني (الاسم العلمي:Adiantum philippense)[3]
- برشاوشان مقوّس (الاسم العلمي:Adiantum arcuatum)[4]

## الانتشار
ينتشر في أنحاء جنوب شرق آسيا. أنه يعيش في المناطق الاستوائية وبنغلاديش والهند وتايلاند وكمبوديا والفليبين.

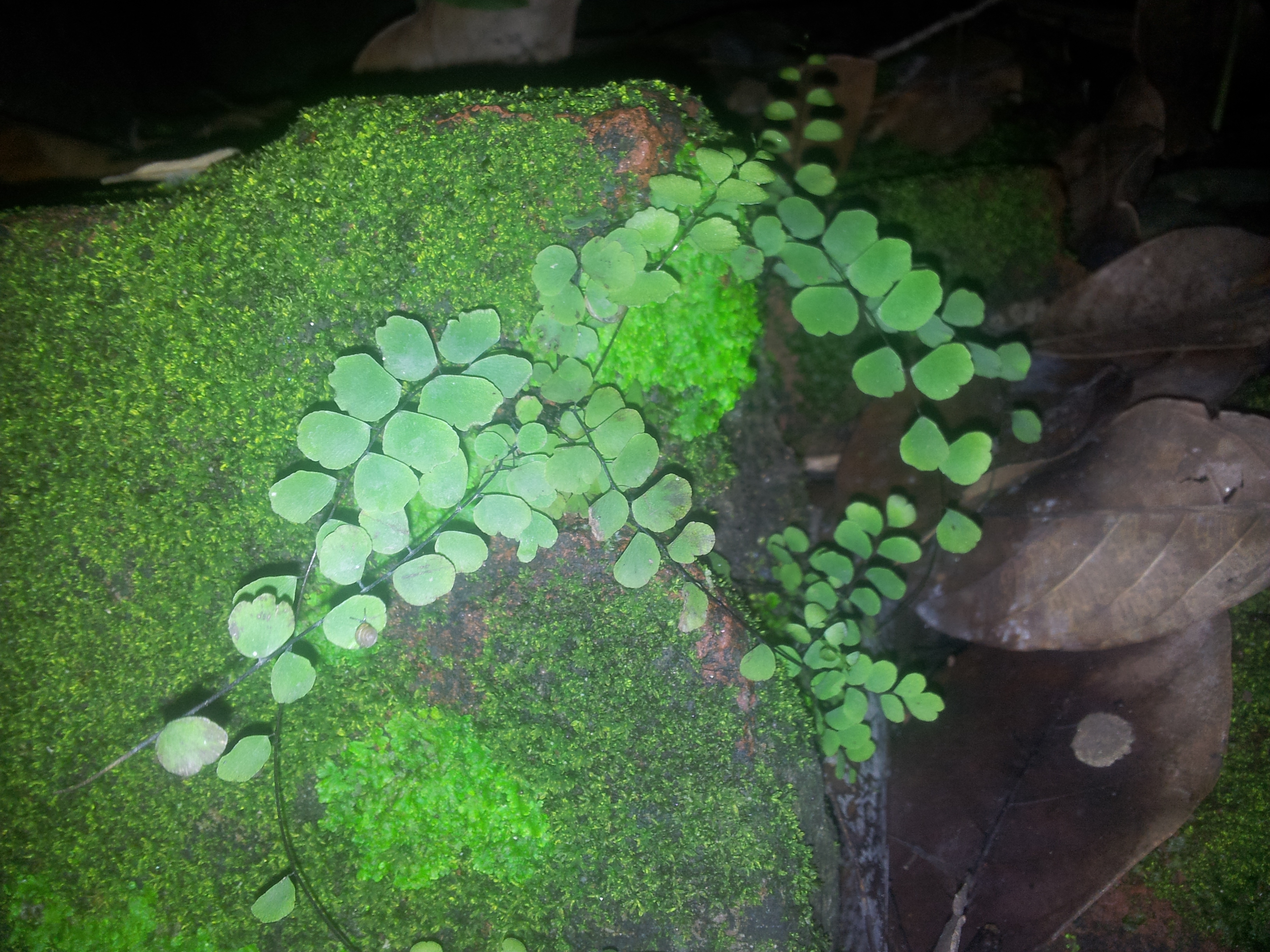
برشاوشان هلالي في بنغلاديش
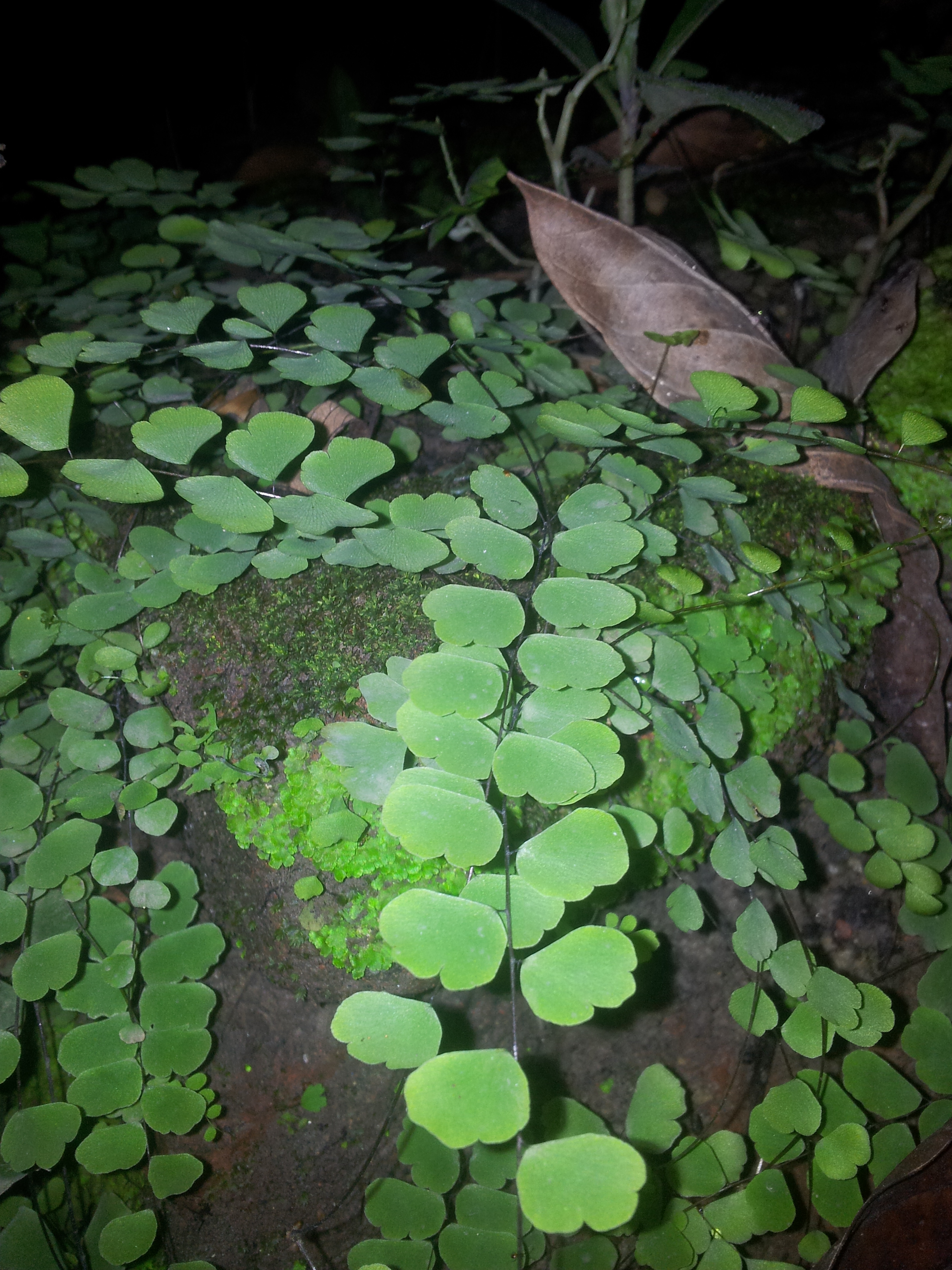
برشاوشان هلالي على صخرة مظللة في بنغلاديش